# بیردف (کنارک)
بیردَف یک روستا در ایران است که در استان سیستان و بلوچستان واقع شده‌است. بیردف ۱۹۳ نفر جمعیت دارد.